# Dlouhý pochod 4A
Dlouhý pochod 4A (Čínsky: 长征 四号 甲 火箭), známý také jako Changzheng 4A, CZ-4A a LM-4A, někdy chybně označený jako Dlouhý pochod 4, byla čínská nosná raketa. Tato raketa odstartovala celkem dvakrát (v letech 1988 a 1990), při obou odstartovala z rampy LA-7 na kosmodromu Tchaj-jüan. Jednalo se o třístupňovou nosnou raketu. Při svém premiérovém letu 6. září 1988 umístila na oběžnou dráhu meteorologický satelit FY-1A. Při svém druhém a posledním letu vypustila další meteorologický satelit FY-1B.
Následně byla nahrazena raketou Dlouhý pochod 4B, která disponuje větším třetím stupněm a větším aerodynamickým krytem pro náklad.

## Seznam letů
| Let číslo | Datum UTC          | Místo startu | Náklad     | Cílová orbita | Stauts  |
| --------- | ------------------ | ------------ | ---------- | ------------- | ------- |
| 1         | 6. září 1988 20:30 | LA-7 TY      | Fengyun-1A | SSO           | Úspěšná |
| 2         | 3. září 1990 00:53 | LA-7 TY      | Fengyun-1B | SSO           | Úspěšná |